# Espai Cambra d'Ase
L'Espai Cambra d'Ase, en francès i oficialment, Espace Cambre d'Aze, és una estació d'esquí situada entre les comunes de Sant Pere dels Forcats, de la comarca del Conflent, i d'Eina, de la de l'Alta Cerdanya, al peu del massís del Cambra d'Ase.
És al centre - sud del terme comunal de Sant Pere dels Forcats i a l'est del d'Eina, en els contraforts septentrionals del Cambra d'Ase,
A l'hivern, és una estació d'estil convencional, amb 23 pistes (7 de verdes, 5 de blaves, 8 de vermelles i 3 de negres), amb un total de 22 km; disposa d'1 telecadira i 15 telesquís, a més de 157 canons de neu. S'hi pot practicar l'esquí alpí, el de fons, l'excursionisme amb raquetes de neu i altres activitats com, les que es poden practicar al snowpark: migtub i surf de neu.
A l'estiu, l'estació proposa activitats esportives i culturals, atès que la vall d'Eina, declarada reserva natural, allotja nombroses espècies endèmiques rares i protegides. Té pistes aptes per a bicicletes tot terreny, per a excursionisme i per a rutes a cavall.